# 57 Гидры
57 Гидры (лат. 57 Hydrae), HD 130274 — двойная звезда в созвездии Гидры на расстоянии приблизительно 469 световых лет (около 144 парсек) от Солнца. Видимая звёздная величина звезды — +5,764m. Возраст звезды определён как около 103 млн лет.

## Характеристики
Первый компонент — бело-голубая звезда спектрального класса B9, или B9,5III, или B9,5V. Масса — около 3,469 солнечной, радиус — около 3,813 солнечного, светимость — около 134,896 солнечной. Эффективная температура — около 9931 K.
Второй компонент — красный карлик спектрального класса M. Масса — около 253,72 юпитерианской (0,2422 солнечной). Удалён в среднем на 2,264 а.е..